# Température de décomposition auto-accélérée
La température de décomposition auto-accélérée (TDAA) est la température la plus basse pour laquelle un peroxyde organique subira une décomposition auto-accélérée en une semaine dans un récipient typique ou un emballage. La TDAA est le point auquel l'évolution de la chaleur de la réaction de décomposition et le taux d'évacuation de la chaleur de l'emballage d'intérêt deviennent déséquilibrés. Lorsque l'évacuation de la chaleur est trop faible, la température dans l'emballage augmente et la vitesse de décomposition augmente de manière incontrôlable. Le résultat dépend de la formulation et des caractéristiques de l'emballage,.
Une décomposition auto-accélérée se produit lorsque la vitesse de décomposition du peroxyde est suffisante pour générer de la chaleur à une vitesse plus rapide qu'elle ne peut être dissipée dans l'environnement. Le principal facteur déterminant le taux de décomposition est la température, mais la taille de l'emballage est également importante puisque ses dimensions détermineront la capacité à dissiper la chaleur dans l'environnement.

## Mesure de la TDAA
Tous les peroxydes contiennent une liaison oxygène-oxygène qui se rompt de manière homolytique pour générer deux radicaux lors du chauffage. Cette décomposition génère de la chaleur, mais la stabilité de la liaison oxygène-oxygène dépend de ce qui est présent dans la molécule. Certains peroxydes, en raison de leur composition chimique, sont très instables et doivent être réfrigérés pour éviter une décomposition auto-accélérée. D'autres, sont beaucoup plus stables et peuvent être stockés à des températures ambiantes normales sans risque d'auto-accélération, comme c'est le cas pour ceux utilisés à des fins de réticulation. En raison des grandes variations de stabilité des peroxydes, chacun est testé pour déterminer la température maximale de sécurité à laquelle le peroxyde peut être stocké, expédié et manipulé. Le résultat de ce test est la température de décomposition auto-accélérée (TDAA).
Bien qu'un certain nombre de peroxydes organiques puissent être stockés en toute sécurité à température ambiante, la plupart nécessitent une certaine forme de contrôle de la température. Pendant de longues périodes de stockage, le peroxyde organique est généralement maintenu à une température inférieure à la température maximale de stockage sûr déterminée par la TDAA.
La TDAA est généralement inférieure pour les formulations de peroxyde organique plus concentrées. La dilution avec un diluant compatible, à point d'ébullition élevé augmentera généralement la TDAA car le diluant absorbera une grande partie de la chaleur en minimisant l'augmentation de température. De plus, pour une formulation de peroxyde organique, les emballages plus grands ont généralement une TDAA inférieure en raison du transfert de chaleur plus faible de l'emballage plus grand en raison du rapport surface/volume plus faible. La plupart des peroxydes organiques réagissent dans une certaine mesure avec leurs produits de décomposition lors de la décomposition thermique. Cela augmente souvent la vitesse puisque la décomposition se déroule plus rapidement à mesure que les produits de décomposition sont générés.
La mesure de la TDAA est effectuée comme suit :
- l'emballage contenant le peroxyde est placé dans un four réglé pour la température d'essai ;
- la minuterie démarre lorsque le produit est 2 °C en dessous de la température d'essai prévue ;
- le four est maintenu à température constante pendant une semaine ou jusqu'à ce qu'un événement d'emballement se produise ;
- le test « réussi » si le produit ne dépasse pas de 6 °C la température de test (four) ;
- le test « échoue » si le produit dépasse de 6 °C la température de test ;
- le test est répété avec un incrément de 5 °C jusqu'à ce que le test « échoue »  ;
- la température de défaillance est signalée comme « TDAA » pour cet emballage et cette formulation ;
- des informations secondaires sur la violence de la décomposition peuvent également être enregistrées.

Comme alternative au test du four, la TDAA pour les emballages plus grands peut être déterminée en remplaçant l'emballage par un vase Dewar. Le transfert de chaleur du vase Dewar peut être adapté au transfert de chaleur d'un emballage plus grand. Ce test s'appelle le « test de stockage d'accumulation de chaleur » (HAST, en anglais : Heat Accumulation Storage Test).

## TDAA des mélanges polymérisables
Certains mélanges contenant des peroxydes et des monomères polymérisables peuvent également présenter des TDAA. Par exemple, des mélanges de vinyltriméthoxysilane, de peroxydes et de stabilisants sont utilisés dans le commerce pour réticuler le polyéthylène afin de fabriquer des tuyaux en polyéthylène réticulé (PEX). Ces mélanges sont généralement des solutions liquides qui sont expédiées là où elles sont utilisées pour greffer des groupes alcoxysilane sur du polyéthylène. Dans de tels mélanges, la décomposition du peroxyde peut amorcer une polymérisation radicalaire exothermique du vinyltriméthoxysilane. À basse température, la vitesse de décomposition est suffisamment lente pour que les stabilisants arrêtent la polymérisation avant que beaucoup de chaleur ne soit générée et que le récipient dissipe la chaleur produite. À des températures plus élevées, la décomposition du peroxyde est plus rapide, plus de polymérisation se produit pour chauffer le mélange, ce qui à son tour augmente la décomposition du peroxyde et polymérise le monomère encore plus rapidement. Le récipient dissipe la chaleur plus lentement dans un environnement à température plus élevée, de sorte qu'à une certaine température critique, la chaleur est générée par polymérisation plus rapidement que le récipient ne peut la dissiper et la réaction s'auto-accélère. Ainsi, un tel mélange a une TDAA qui dépend de la taille du récipient exactement comme dans le cas d'un peroxyde organique pur.

## Conséquences et dangers
Lorsqu'une décomposition thermique se produit, certaines formulations de peroxydes organiques libèrent une quantité considérable de gaz et/ou de brouillards. Le dioxyde de carbone est un produit de décomposition gazeux courant pour les peroxydes de diacyle et les peresters. 
Certains de ces gaz peuvent également être inflammables. La décomposition peut inclure de petits fragments organiques tels que le méthane ou l'acétone qui sont inflammables. Lorsque des gaz ou des brouillards inflammables sont libérés dans le cadre de la décomposition, il existe toujours un danger d'incendie ou d'explosion en phase vapeur. Par conséquent, le risque d'explosion en phase vapeur doit être pris en compte lors de la conception des structures de stockage. Ces types de matériaux peuvent être libérés à de faibles taux pendant le stockage et à des taux assez élevés en cas de perturbation due à un défaut de contrôle de la température de stockage ou en cas d'incendie dans la zone de stockage.
La facilité à scinder le groupe peroxyde en deux radicaux libres, rend les peroxydes organiques très utiles. Cependant, la présence de radicaux libres énergétiques lors de la décomposition, en particulier dans les gaz chauds ou les brouillards, peut provoquer une auto-inflammation à une température plus basse que ce qui serait autrement normal pour une structure chimique similaire sans le groupe peroxyde. Les peroxydes organiques ne produisent généralement pas d'oxygène dans le cadre du processus de décomposition, il y a peu de risque d'augmentation des taux de combustion en raison de l'enrichissement en oxygène. Ceci est différent de la décomposition du peroxyde d'hydrogène et des oxydants solides qui peuvent libérer de l'oxygène.